# 德国柏林邵宾纳剧院

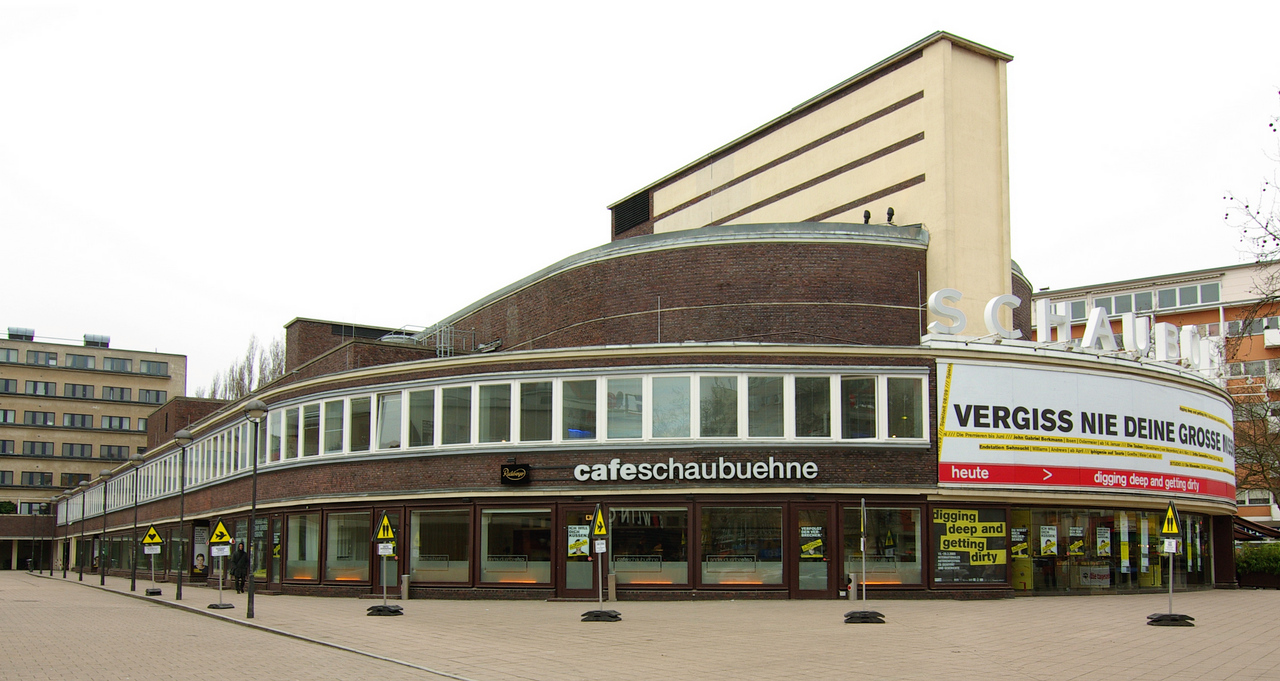
选帝侯路堤上的邵宾纳剧院

德国柏林邵宾纳剧院（德語：Schaubühne am Lehniner Platz）是柏林维尔默斯多夫的一间著名剧院，位于选帝侯路堤。它的前身是环球电影院，按照埃瑞许·孟德尔松的设计建成于1928年。

## 历史
影院建立之初是WOGA居住综合体的核心建筑，这一综合体是一个新客观主义的城市开发建筑群，包括一条购物走廊、公寓楼、草坪和背后的网球场。不同于此前影院大多采用的摩尔式、埃及式和巴洛克式建筑风格，该影院可能是最早建成的现代主义影院。孟德尔松曾就这座影院写作一篇短文，宣称“巴斯特·基顿不应呆在巴洛克宫殿中”。该影院极大地影响了20世纪30年代的现代流线式影院设计。
影院在第二次世界大战中受损严重，后重建并再次开放，1969年起改为舞厅和音乐剧剧院。 20世纪70年代起，邵宾纳剧团在 Peter Stein 带领下，由克罗伊兹贝格的Hallesches Ufer迁来，建筑由是被改为现在的舞台剧用途。1978到1981年间，建筑内部被全面改造，围绕着一座空间可调整，观众和演员之间无分隔的演剧厅布局。
邵宾纳剧团本身建立于1962年，Peter Stein在1970年接手其管理。Stein曾因在彼得·卫斯的Viet Nam Diskurs的表演现场向观众收取资金，用于支持越南南方民族解放阵线，而在慕尼黑剧场界掀起风波。 Stein 受到六八运动和德国学生运动的影响甚深，由他制作，Therese Giehse主演的布莱希特剧作《母亲》很快遭到了保守派西柏林政治家的批评，称之为“共产主义挑衅”。次年剧团因对易卜生剧作《陪尔·金特》的演出获得Deutscher Kritikerpreis奖。在之后数年中，由Stein和他的舞台技术助手Botho Strauß带领的邵宾纳剧院成为德国优秀的舞台剧院之一。
1999年，Thomas Ostermeier成为柏林列宁广场邵宾纳剧院的总监，Jens Hillje和Sasha Waltz担任其副手。Waltz以Körper (2000)的首演为邵宾纳剧院开辟了新的方向。
Waltz在她为期5年的合同到期后离开，并在她位于柏林的Sasha Waltz & Guests独立剧团继续事业。
自2005年起，Thomas Ostermeier和Jens Hillje带领Stein的剧院走向现代化，同时保留戏剧传统的地位，重视经典剧作的重新演绎。

## 巡演
在Ostermeier和理事Tobias Veit的管理下，邵宾纳剧团进行了大量国外巡演。自1999/2000年演出季起，邵宾纳剧团共计进行了1361次访问演出（126次在德国，1235次在国外），演出剧目达495个（71个在德国，424个在国外）。